# Isopterygium strangulatum
Isopterygium strangulatum är en bladmossart som beskrevs av Brotherus 1908. Isopterygium strangulatum ingår i släktet Isopterygium och familjen Hypnaceae. IUCN kategoriserar arten globalt som otillräckligt studerad. Inga underarter finns listade i Catalogue of Life.